# هوهناشپه
هوهناشپه (به آلمانی: Hohenaspe) یک شهر در آلمان است که در اشتاینبورگ واقع شده‌است.
 هوهناشپه  ۲٬۰۸۵ نفر جمعیت دارد.